# E844
E844 eller Europaväg 844 är en europaväg som går mellan Spezzano Albanese och Sibari i södra Italien. Längd 22 km. Det är en av de kortaste europavägarna.

## Sträckning
Spezzano Albanese - Sibari

## Standard
Vägen är landsväg hela sträckan. 

## Anslutningar till andra europavägar
- E45
- E90